# Толлі Володимир Іванович
Володимир Іванович Толлі (1860 , Київ  — 1 березня 1931 , Медон ) — київський благодійник і громадський діяч, гласний міської думи.

## Біографія
Син київського міського голови Івана Андрійовича Толлі. Великий землевласник Південно-Західного краю: родові 1300 десятин і придбані 5100 десятин у Подільській губернії, придбані 1300 десятин у Київській губернії, у матері — 1300 десятин у Київській губернії, у дружини — придбані 1700 десятин у Київській губернії та будинок у Києві. Також володів будинками в Києві та в Василькові.
Закінчив Київську першу гімназію (1878) і юридичний факультет університету Святого Володимира (1882).
Із 1886 року обирався почесним мировим суддею Київського округу і гласним Київської міської думи. Був головою театральної комісії. У 1900 році балотувався на посаду міського голови, проте поступився М. І. Чоколову і В. М. Проценко, який і став головою міського самоврядування.
Крім того, в різні роки був: почесним членом Київського губернського попечительства дитячих притулків, скарбником і віце-головою Товариства надання допомоги хворим дітям у Києві, членом правління Київського вільно-пожежного товариства, членом правління Київського місцевого управління Російського товариства Червоного Хреста, членом Наглядового комітету, а потім директором правління Київського міського кредитного товариства.
У 1906 році отричам чин дійсного статського радника, з нагород мав ордени Св. Станіслава ІІІ ступеня (1890) і Св. Володимира ІV ступеня (1902), а також медалі «У пам'ять царювання імператора Олександра III» та «У пам'ять 300-річчя царювання дому Романових».
Під час Громадянської війни служив у Збройних силах Півдня Росії у відомстві міністерства юстиції.
Емігрував у Францію, жив у паризькому передмісті Медоні. Був членом правління «Société de Presse, de Publicité et d'Edition» (1921—1922), а також видавництва «Русская печать» (1921). Із 1926 року бка головою Об'єднання колишніх вихованців Київської гімназії.
Помер у 1931 році. Похований в Медоні.

## Сім'я
Був одружений з Ольгою Василівною Глобою (пом. 1915), сестрою директора Строгановського училища М. В. Глоби. Мав сімох дітей, серед яких:
- Іван (1884—1939), корнет 12-го драгунського полку, учасник Першої світової війни і білого руху в складі ЗСПР. В еміграції у Франції, помер у Парижі[1][2].

- Сергій (1886—1935), інженер шляхів сполучення. Служив у ЗСПР у відомстві МШС. В еміграції в Медоні, брав участь у суспільному житті російської колонії[3][2].

- Володимир (1888—1980), юрист, у Першій світовій війні — підпоручик, учасник Білого руху у складі ЗСПР. В еміграції у Франції, з 1945 року член Союзу радянських патріотів, з 1947 року голова відділу Союзу радянських громадян в Медоні. У 1948 році заарештований французькою владою і висланий з країни. Переїхав до СРСР, жив у Куйбишеві, потім у Москві[1][2]. Був одружений з Вірою Михайлівною Шестаковою (1894—1973), дочкою М. П. Шестакова.

- Ольга (1892—1968), в шлюбі Костедоа-Толлі, сестра милосердя. В еміграції у Франції, громадська діячка, завідувачка Франко-російської амбулаторії (1921—1968), голова Об'єднання сестер милосердя РТЧХ (1932—1939)[2].